# عثة النطش
عثة النطش (الاسم العلمي: Utetheisa)، جنس حشرات عثية من حرشفيات الأجنحة وفصيلة الأربوسية. وصف الجنس لأول مرة من قبل يعقوب هوبنر في عام 1819.